# بريان ستيفنز
بريان ستيفنز (بالإنجليزية: Bryan Stephens)‏ هو لاعب كرة قاعدة أمريكي، ولد في 14 يوليو 1920 في فايتفيل في الولايات المتحدة، وتوفي في 21 نوفمبر 1991 في سانتا آنا في الولايات المتحدة.

## وصلات خارجية
- بريان ستيفنز على موقعبيزبول رفرنس.كوم (الدوري الرئيسي) (الإنجليزية)